# سلمان داوود
سلمان داوود (انگلیسی: Salman Dawood) بازیکن فوتبال اهل عراق بود.
وی همچنین در تیم ملی فوتبال عراق بازی کرده‌است.